# Mechthildis Thein
Mechthildis Thein (1888-1959) est une actrice allemande de théâtre et du cinéma muet.

## Filmographie
- 1916 : Homunculus
- 1917 : Furcht
- 1918 : Henriette Jacoby
- 1918 : Jettchen Gebert
- 1918 : Die Ratte
- 1918 : Der Rubin-Salamander
- 1920 : Katharina die Große (de)
- 1920 : Gräfin Walewska